# Nazionale maschile di calcio della Moldavia

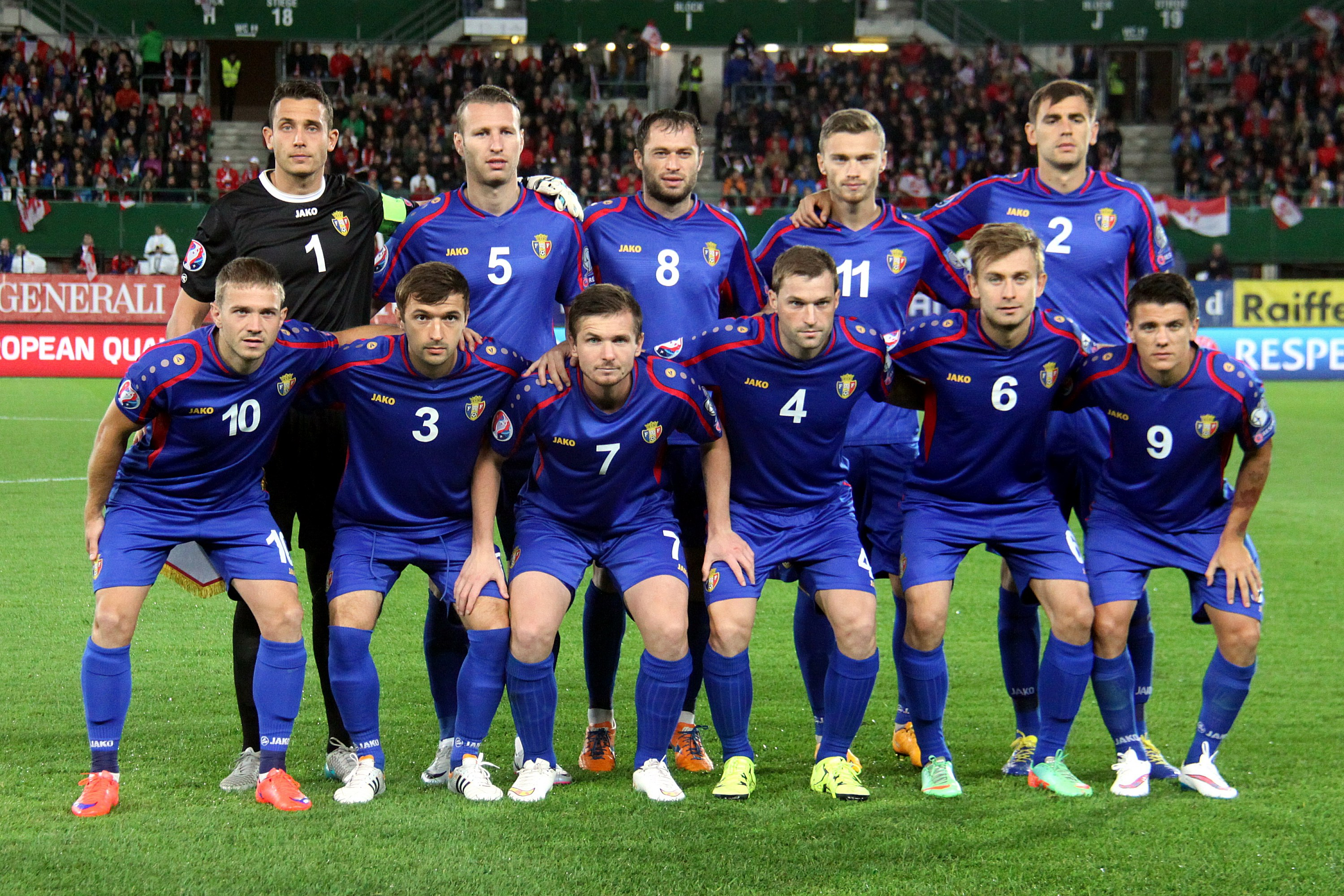
La nazionale moldava di calcio nel 2015

La nazionale di calcio della Moldavia (in romeno echipa națională de fotbal a Moldovei) è la rappresentativa calcistica della Moldavia ed è posta sotto l'egida della Federația Moldovenească de Fotbal.
Costituita nel 1991, dopo la scissione dell'Unione Sovietica in 15 repubbliche e la successiva divisione della Comunità degli Stati Indipendenti, ha ottenuto risultati modesti. Non si è mai qualificata alla fase finale di mondiali o europei.
Nel ranking FIFA, in vigore dall'agosto 1993, la Moldavia ha raggiunto quale miglior piazzamento il 37º posto nell'aprile 2008, mentre il peggior piazzamento è il 181º posto.

## Storia
Fino al 1991 la Moldavia non aveva una propria nazionale in quanto lo stato moldavo è stato parte integrante dell'Unione Sovietica (1940-1991). Per questo motivo fino al 1940 la Moldavia fu rappresentata dalla Romania; successivamente fu rappresentata dall'Unione Sovietica.
Dopo la dissoluzione dell'Unione Sovietica fu istituita la Comunità degli Stati Indipendenti (CSI), che rappresentava l'omonima confederazione di cui la Moldavia fa parte tuttora. Tale nazionale, però, partecipò solo al campionato europeo di calcio 1992, dopodiché ogni nazione che aderiva alla CSI creò la propria nazionale.
La Moldavia giocò la sua prima partita ufficiale il 2 luglio 1991 contro la Georgia. Raggiunse i suoi migliori risultati a metà degli anni novanta, durante le qualificazioni al campionato europeo 1996. Il 7 settembre 1994 la squadra sconfisse la Georgia per 0-1 a Tbilisi (gol di Igor Oprea) e un mese dopo, il 12 aprile 1994, batté il Galles a Chișinău per 3-2 (gol di Sergiu Secu, Sergei Belous e Valeri Pogorelov). Nonostante questi successi la squadra fu eliminata in breve tempo dalle qualificazioni. Nelle eliminatorie del campionato d'Europa 2000 la Moldavia colse qualche risultato incoraggiante, ma non seppe migliorare il proprio risultato finale.
Il 7 giugno 2003 la Moldavia vinse per 1-0 contro l'Austria nelle qualificazioni al campionato d'Europa 2004. Tre mesi dopo batté anche la Bielorussia, per 2-1 Chișinău. Tra i successi ottenuti negli anni seguenti figura anche un'altra affermazione contro la Bielorussia, nel 2005, per 2-0 a Chișinău. Il 17 novembre 2007 la selezione moldava ottenne la vittoria più importante della sua storia, battendo per 3-0 l'Ungheria, sempre nella capitale moldava, nelle qualificazioni al campionato d'Europa 2008. Non ottenne più risultati di rilievo nel decennio, eccezion fatta per una vittoria per 4-1 in amichevole a Erevan contro l'Armenia nel 2009.
Negli anni 2010 e 2020 i risultati della Moldavia rimasero mediocri. Il 15 ottobre 2013, all'ultima giornata delle qualificazioni UEFA al campionato del mondo 2014, la Moldavia conseguì tuttavia una storica vittoria esterna, battendo per 2-5 il Montenegro a Podgorica, realizzando ben quattro reti nel secondo tempo. Chiuse tuttavia il girone H al penultimo posto, precedendo in classifica solo San Marino. Il 12 ottobre 2014, allo stadio Lužniki di Mosca, la Moldavia riuscì a ottenere un pareggio per 1-1 contro la Russia guidata da Fabio Capello nelle qualificazioni al campionato d'Europa 2016. Il 15 novembre successivo fu battuta per 0-1 in casa dal modesto Liechtenstein.
Il 28 marzo 2021 la Moldavia subì la peggiore sconfitta della propria storia, perdendo per 8-0 in casa della Danimarca nelle qualificazioni al campionato del mondo 2022.
Durante le qualificazioni per l'Europeo 2024 la Moldavia è protagonista di una buona prestazione, pareggia per 1-1 contro l'Albania e per 0-0 contro la Repubblica Ceca, conquista una vittoria per 1-0 battendo le Fær Øer e vince inaspettatamente in rimonta per 3-2 contro la Polonia che però con un punto di vantaggio si qualifica ai play-off mentre la Moldavia, come quarta nel girone, non ottiene l'accesso al campionato continentale.

## Partecipazioni ai tornei internazionali
Legenda: Grassetto: Risultato migliore, Corsivo: Mancate partecipazioni

## Statistiche dettagliate sui tornei internazionali

### Mondiali
| Anno | Luogo                    | Piazzamento      | V | N | P | Gol |
| ---- | ------------------------ | ---------------- | - | - | - | --- |
| 1994 | Stati Uniti              | Non partecipante | - | - | - | -   |
| 1998 | Francia                  | Non qualificata  | - | - | - | -   |
| 2002 | Corea del Sud / Giappone | Non qualificata  | - | - | - | -   |
| 2006 | Germania                 | Non qualificata  | - | - | - | -   |
| 2010 | Sudafrica                | Non qualificata  | - | - | - | -   |
| 2014 | Brasile                  | Non qualificata  | - | - | - | -   |
| 2018 | Russia                   | Non qualificata  | - | - | - | -   |
| 2022 | Qatar                    | Non qualificata  | - | - | - | -   |

### Europei
| Anno | Luogo                | Piazzamento     | V | N | P | Gol |
| ---- | -------------------- | --------------- | - | - | - | --- |
| 1996 | Inghilterra          | Non qualificata | - | - | - | -   |
| 2000 | Belgio / Paesi Bassi | Non qualificata | - | - | - | -   |
| 2004 | Portogallo           | Non qualificata | - | - | - | -   |
| 2008 | Austria / Svizzera   | Non qualificata | - | - | - | -   |
| 2012 | Polonia / Ucraina    | Non qualificata | - | - | - | -   |
| 2016 | Francia              | Non qualificata | - | - | - | -   |
| 2020 | Europa               | Non qualificata | - | - | - | -   |
| 2024 | Germania             | Non qualificata | - | - | - | -   |

### Confederations Cup
| Anno | Luogo                    | Piazzamento     | V | N | P | Gol |
| ---- | ------------------------ | --------------- | - | - | - | --- |
| 1995 | Arabia Saudita           | Non invitata    | - | - | - | -   |
| 1997 | Arabia Saudita           | Non qualificata | - | - | - | -   |
| 1999 | Messico                  | Non qualificata | - | - | - | -   |
| 2001 | Corea del Sud / Giappone | Non qualificata | - | - | - | -   |
| 2003 | Francia                  | Non qualificata | - | - | - | -   |
| 2005 | Germania                 | Non qualificata | - | - | - | -   |
| 2009 | Sudafrica                | Non qualificata | - | - | - | -   |
| 2013 | Brasile                  | Non qualificata | - | - | - | -   |
| 2017 | Russia                   | Non qualificata | - | - | - | -   |

### Nations League
| Anno      | Luogo       | Piazzamento   | V | N | P | Gol  |
| --------- | ----------- | ------------- | - | - | - | ---- |
| 2018-2019 | Portogallo  | 9° in Lega D  | 2 | 3 | 1 | 4:5  |
| 2020-2021 | Italia      | 16° in Lega C | 0 | 1 | 6 | 2:13 |
| 2022-2023 | Paesi Bassi | 3° in Lega D  | 2 | 1 | 1 | 6:6  |
| 2024-2025 | Germania    | 1° in Lega D  | 3 | 0 | 1 | 5:1  |

## Rosa attuale
Lista dei giocatori convocati per la gara amichevole del 6 giugno e la gara di qualificazione al campionato mondiale di calcio 2026 del 9 giugno 2025.
Statistiche aggiornate al momento delle convocazioni.
|  | P | Cristian Avram      | 27 luglio 1994    | 11 | -18 | Araz                |  |  |
|  | P | Dumitru Celeadnic   | 23 aprile 1992    | 11 | -17 | Ordabasy            |  |  |
|  | P | Andrij Kožuchar     | 20 luglio 1999    | 3  | -3  | Veres Rivne         |  |  |
|  | P | Victor Străistari   | 21 giugno 1999    | 0  | 0   | Sheriff Tiraspol    |  |  |
|  |   |                     |                   |    |     |                     |  |  |
|  | D | Oleg Reabciuk       | 16 gennaio 1998   | 55 | 0   | Spartak Mosca       |  |  |
|  | D | Sergiu Platica      | 9 giugno 1991     | 50 | 0   | Petrocub Hîncești   |  |  |
|  | D | Artur Crăciun       | 29 giugno 1998    | 33 | 0   | Puszcza Niepołomice |  |  |
|  | D | Victor Mudrac       | 3 marzo 1994      | 21 | 1   | Ordabasy            |  |  |
|  | D | Vladyslav Babohlo   | 14 novembre 1998  | 17 | 2   | Karpaty             |  |  |
|  | D | Daniel Dumbrăvanu   | 22 luglio 2001    | 5  | 0   | CFR Cluj            |  |  |
|  | D | Andrei Motoc        | 13 dicembre 2002  | 1  | 0   | Entella             |  |  |
|  | D | Ion Borș            | 25 luglio 2002    | 0  | 0   | Petrocub Hîncești   |  |  |
|  | D | Mihail Ștefan       | 7 agosto 2001     | 0  | 0   | Zimbru Chișinău     |  |  |
|  |   |                     |                   |    |     |                     |  |  |
|  | C | Artur Ioniță        | 17 agosto 1990    | 75 | 5   | Triestina           |  |  |
|  | C | Vadim Rață          | 5 maggio 1993     | 55 | 3   | U Cluj              |  |  |
|  | C | Mihail Caimacov     | 22 luglio 1998    | 33 | 3   | Slaven Belupo       |  |  |
|  | C | Nichita Moțpan      | 17 luglio 2001    | 26 | 3   | Fakel Voronež       |  |  |
|  | C | Cristian Dros       | 15 aprile 1998    | 15 | 0   | Elbasani            |  |  |
|  | C | Ștefan Bodișteanu   | 1º febbraio 2003  | 2  | 0   | Botoșani            |  |  |
|  | C | Ștefan Bîtca        | 27 settembre 2005 | 0  | 0   | Zimbru Chișinău     |  |  |
|  | C | Vicu Bulmaga        | 5 luglio 2003     | 0  | 0   | Islač               |  |  |
|  | C | Sergiu Perciun      | 23 aprile 2006    | 0  | 0   | Torino              |  |  |
|  |   |                     |                   |    |     |                     |  |  |
|  | A | Ion Nicolaescu      | 7 settembre 1998  | 51 | 17  | Heerenveen          |  |  |
|  | A | Vitalie Damașcan    | 24 gennaio 1999   | 42 | 5   | Maccabi Petah Tikva |  |  |
|  | A | Maxim Cojocaru      | 13 gennaio 1998   | 29 | 1   | Oțelul Galați       |  |  |
|  | A | Virgiliu Postolachi | 17 marzo 2000     | 27 | 1   | CFR Cluj            |  |  |

## Record individuali
Presenze e reti aggiornate al 6 giugno 2025.
- I giocatori in grassetto sono ancora in attività con la nazionale.[7]

### Presenze
| Posizione | Giocatore          | Presenze | Reti | Periodo   |
| --------- | ------------------ | -------- | ---- | --------- |
| 1         | Alexandru Epureanu | 100      | 7    | 2006-2021 |
| 2         | Igor Armaș         | 83       | 6    | 2008-2023 |
| 3         | Victor Golovatenco | 79       | 3    | 2004-2017 |
| 4         | Artur Ioniță       | 76       | 5    | 2009-     |
| 5         | Radu Rebeja        | 74       | 2    | 1991-2008 |
| 5         | Veaceslav Posmac   | 74       | 2    | 2013-     |
| 7         | Serghei Cleșcenco  | 69       | 11   | 1991-2006 |
| 8         | Eugeniu Cebotaru   | 68       | 1    | 2007-2020 |
| 9         | Alexandru Gațcan   | 63       | 5    | 2005-2018 |
| 10        | Alexandru Suvorov  | 59       | 5    | 2006-2020 |

### Reti
| Posizione | Giocatore          | Reti | Presenze | Periodo   |
| --------- | ------------------ | ---- | -------- | --------- |
| 1         | Ion Nicolăescu     | 17   | 52       | 2018-     |
| 2         | Serghei Cleșcenco  | 11   | 69       | 1991-2006 |
| 3         | Serghei Rogaciov   | 9    | 52       | 1996-2007 |
| 4         | Sergiu Dadu        | 8    | 30       | 2002-2013 |
| 4         | Iurie Miterev      | 8    | 36       | 1992-2006 |
| 4         | Igor Bugaiov       | 8    | 54       | 2007-2017 |
| 7         | Eugen Sidorenco    | 7    | 35       | 2010-2019 |
| 7         | Radu Gînsari       | 7    | 47       | 2012-2022 |
| 7         | Viorel Frunză      | 7    | 37       | 2002-2015 |
| 7         | Alexandru Epureanu | 7    | 100      | 2006-2021 |

## Commissari tecnici
| Periodo   | CT                  |
| --------- | ------------------- |
| 1991-1992 | Ion Caras           |
| 1992      | Eugen Piunovschi    |
| 1992-1997 | Ion Caras           |
| 1998-1999 | Ivan Danilianț      |
| 1999-2001 | Alexandru Mațiura   |
| 2001      | Alexandru Spiridon  |
| 2002-2006 | Viktor Pasul'ko     |
| 2006-2007 | Anatol Teslev       |
| 2007-2009 | Igor' Dobrovol'skij |
| 2010-2011 | Gavril Balint       |
| 2012-2014 | Ion Caras           |
| 2014-2015 | Alexandru Curtianu  |
| 2015      | Ștefan Stoica       |
| 2015-2018 | Igor' Dobrovol'skij |
| 2018-2019 | Alexandru Spiridon  |
| 2019      | Semen Al'tman       |
| 2019-2021 | Engin Fırat         |
| 2021      | Roberto Bordin      |
| 2021-     | Serghei Cleșcenco   |